# Vermillion (South Dakota)
 For alternative betydninger, se Vermillion. (Se også artikler, som begynder med Vermillion)
Vermillion er en amerikansk by og administrativt centrum i det amerikanske county Clay County i staten South Dakota. I 2000 havde byen et indbyggertal på 9.765.

## Ekstern henvisning
- Vermillions hjemmeside (engelsk)

42°46′52″N 96°55′37″V / 42.7811°N 96.9269°V